# Paroir

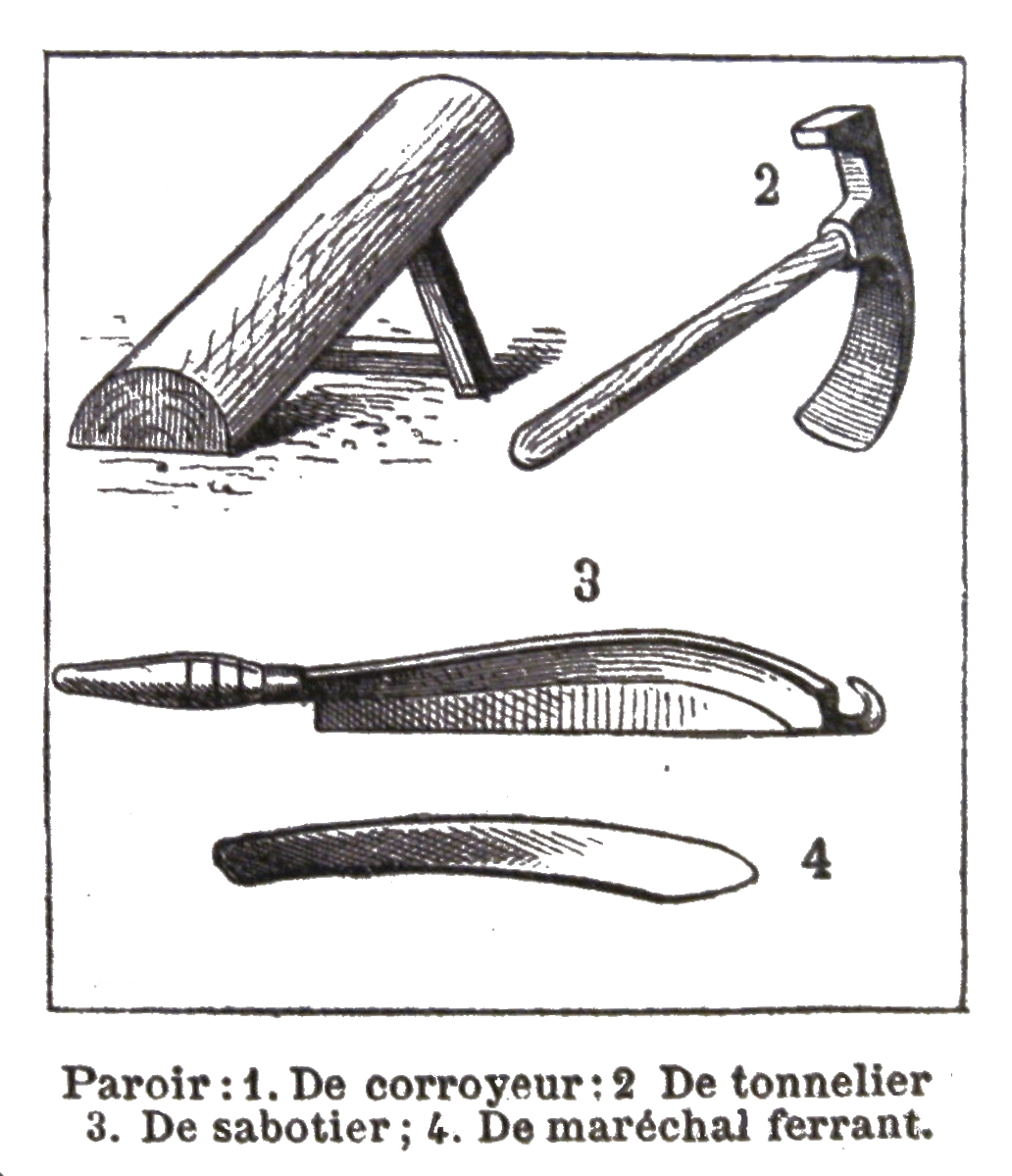
Différents paroirs illustrés dans le Grand Dictionnaire universel du XIXe siècle.

Le paroir est un outil qui sert à parer.
La forme de cet outil varie suivant le corps de métier qui l'utilise.
Parmi les professions utilisant des paroirs on peut citer les corroyeurs, les tonneliers, les sabotiers, les maréchaux-ferrants.
Dans la construction traditionnelle, cet outil permet de rectifier l'alignement d'un mur en bauge en tranchant l'excès de matériau. Ce paroir se présente sous la forme d'une bêche plate et peu large avec un manche assez long.